# Cosmethella major
Cosmethella major är en fjärilsart som beskrevs av Munroe och Shaffer 1980. Cosmethella major ingår i släktet Cosmethella och familjen mott. Inga underarter finns listade i Catalogue of Life.